# Urechești (Bákó megye)
Urechești település és községközpont Romániában, Moldvában, Bákó megyében.

## Fekvése
Ónfalvától délkeletre fekvő település.

## Története
Községközpont, 5 falu tartozik hozzá: Cornățel, Lunca Dochiei, Satu Nou, Slobozia és  Urechești.
A 2007 évi népszámlálási adatok szerint 3931 lakosa volt.